# Pass the Patron
«Pass the Patron» — перший сингл американського репера Тоні Єйо з його майбутнього другого студійного альбому. Punch також є продюсером дебютного сольного синглу Єйо, «So Seductive». Пісню спершу оприлюднили на сайті 50 Cent thisis50.com, де також відбулась прем'єра кліпу й відео з-за лаштунків.

## Відеокліп
Режисер: Джеймс «Latin» Кларк. Камео: Ллойд Бенкс. 50 Cent пародіює Макса Гедрума. Відео зосереджено на двох ботанах, які відвисають з G-Unit та спостерігають за їхнім способом життя. Кліп видали для платного завантаження 23 липня 2010.